# À corps perdu (film, 2000)
Pour les articles homonymes, voir À corps perdu.
Pour plus de détails, voir Fiche technique et Distribution.
À corps perdu est un film français réalisé par Isabelle Broué et sorti en 2000.

## Fiche technique
- Titre : À corps perdu
- Réalisation : Isabelle Broué
- Scénario : Isabelle Broué
- Photographie : Florian Bouchet
- Son : Laurent Benaïm
- Montage : Delphine Dufriche
- Musique : Philippe Rombi
- Production : Fidélité Productions
- Pays :  France
- Durée : 26 minutes
- Date de sortie : France - 15 avril 2000

## Distribution
- Marie Payen
- Regraguia Benhila
- Jean-Michel Fête
- Bruno Slagmulder
- Lucia Sanchez
- Jean-Michel Portal
- Regraguia Benhila

## Sélections
- Festival de Cannes 2000 (sélection de la Quinzaine des réalisateurs)[1]
- Lutins du court métrage 2001